# 2516 Roman
2516 Roman este un asteroid din centura principală, descoperit pe 6 noiembrie 1964 de Goethe Link Obs..